# Miodera
Miodera là một chi bướm đêm thuộc họ Noctuidae.

## Loài
- Miodera eureka Barnes & Benjamin, 1926
- Miodera stigmata Smith, 1908